# Antilopegrondeekhoorns
De antilopegrondeekhoorns (Ammospermophilus) zijn een geslacht van eekhoorns, behorende tot de grondeekhoorns. Enkele antilopegrondeekhoorns zijn echte woestijnbewoners, die voornamelijk leven in het zuidwesten van de Verenigde Staten.

## Leefwijze
Sommige antilopegrondeekhoorns kunnen overleven bij zeer hoge temperaturen. Hij kan zelfs temperaturen van boven de 66 °C verdragen. De antilopegrondeekhoorns eten voornamelijk zaden.

## Onderverdeling
Dit geslacht werd vroeger in het geslacht Spermophilus geplaatst, maar tegenwoordig worden ze beschouwd als een aparte groep, die niet zeer nauw verwant is aan de andere grondeekhoorns.

## Soorten
Er worden 4 soorten in dit geslacht geplaatst:
- Ammospermophilus harrisii – Harrisgrondeekhoorn - (Arizona, Zuidwest-New Mexico en Sonora)
- Ammospermophilus interpres (New Mexico en West-Texas tot Noordoost-Mexico)
- Ammospermophilus leucurus – Antilopegrondeekhoorn - (West-Verenigde Staten tot Noordwest-Mexico)
- Ammospermophilus nelsoni – Nelsongrondeekhoorn - (San Joaquin-vallei, in Zuid-Californië)